# مارك رينو
مارك رينو هو لاعب هوكي الجليد كندي، ولد في 21 فبراير 1959 في وندسور في كندا.

## وصلات خارجية
- مارك رينو على موقع دوري الهوكي الوطني (الإنجليزية)
- مارك رينو على موقع قاعة مشاهير الهوكي (لاعب أن.إتش.أل) (الإنجليزية)
- مارك رينو على موقع EliteProspects.com (الإنجليزية)
- مارك رينو على موقع HockeyDB.com (الإنجليزية)
- مارك رينو على موقع Hockey-Reference.com (الإنجليزية)